# そのときには
「そのときには」は、ゆずの配信限定シングル。2020年5月25日にセーニャ・アンド・カンパニーから配信。

## 概要
シングルとしては「GreenGreen」から約10か月ぶりとなる作品。
2020年、新型コロナウイルスが世界的に大流行し、日本でも感染が拡大。4月には緊急事態宣言が発令され、社会において外出の自粛、人との接触を減らすなどが求められるようになる中、ゆずとしてもアリーナツアー「YUZU ARENA TOUR 2020 YUZUTOWN」全公演が翌年秋以降に延期が発表された（最終的には中止となった）。
そんな状況下で制作されたこの曲が、歌詞が乗っていない状態で断片を初披露されたのは4月11日に北川悠仁が行ったYouTube Liveで、その後SNSでファンに向けて「新型コロナウイルスが収束した、“そのとき”にしたいこと」をテーマにメッセージを募集した。 北川はそのすべてに目を通し、そこから思いを受けて制作。当初は「またあえる日まで」のようにメッセージの言葉を繋ぎ合わせて作詞しようとしていたが、メッセージが多種多様だったため、メッセージをすべて飲み込んだうえで北川自身が思う「そのときには」に変換して吐き出すという形で歌詞を作っていった（WEBラジオ番組「Yuzucast」第2回より）。レコーディングや歌詞の歌い分けを行う様子などこれまでオープンにきてこなかったような映像も自身のInstagramで定期的に発信した。
完成した音源は、5月20日にWEBラジオ番組「Yuzucast」で初オンエア。ミュージック・ビデオは23日に公開され、翌日に配信でのリリースが発表された。MVは、横浜にある北川のプライベートスタジオ「STUDIO HOUSE」で、人との接触を減らすために少数のスタッフと最低限の撮影機材のみで北川と岩沢厚治で時間帯をずらして撮影を行った。配信ジャケット写真は、延期となったアリーナツアーの最終リハーサルの様子を切り取った1枚で、ゆずにとっての”そのとき”にしたいことへの願いが込められている。

## 収録曲
1. そのときには
作詞・作曲 : 北川悠仁